# ディクシット
ディクシット（ラテン語: Dixit）は、2008年にフランスのLibelludから発売されているカードゲーム。

## 用具
- ディクシットカード84枚 : 表面にはイラストのみが描かれている。重複するカードはない。
拡張セット（追加カード）の購入により、さらに多くのイラストが描かれたカードを使用することができる。
- 投票トークン 1～人数の番号のものを人数分（オリジナル版、ディクシットオデッセイ）、投票ダイヤル 人数分（2021年新版）
- ウサギ型の駒 人数分
- ゲームボード（得点表）1枚

## ルール

### プレイ準備
プレイヤーは各自駒の色を決め、得点表のスタートのマスに置く。
任意のプレイヤーが全カードをシャッフルした後、各プレイヤーに裏向きで6枚ずつ配り、残りのカードは裏向きの山札にする。プレイヤーのうち1名が語り部となる。

### 1ターンの流れ

#### カードの選定
語り部（コントゥール）は手持ちのカードから1枚を選び、そのカードのイラストに関連する「ヒント」（言葉。単語でも文でも良い）を声に出す。
他のプレイヤー（ジュウール）は、各自手持ちのカードの中から語り部が宣言した「言葉」から連想するイラストが描かれたカードを1枚選ぶ。その後、語り部は自分の選んだカードを裏向きに出し、他のプレイヤーは選んだカードを語り部に裏向きに渡す。
語り部は自分を含め全員が出したカードを裏向きでシャッフルした後、表向きに並べ1から順に番号を示す（ディクシットオデッセイおよび2021年新版はゲームボードの端にカードスロット（並べる場所）が記載されている）。

#### 投票

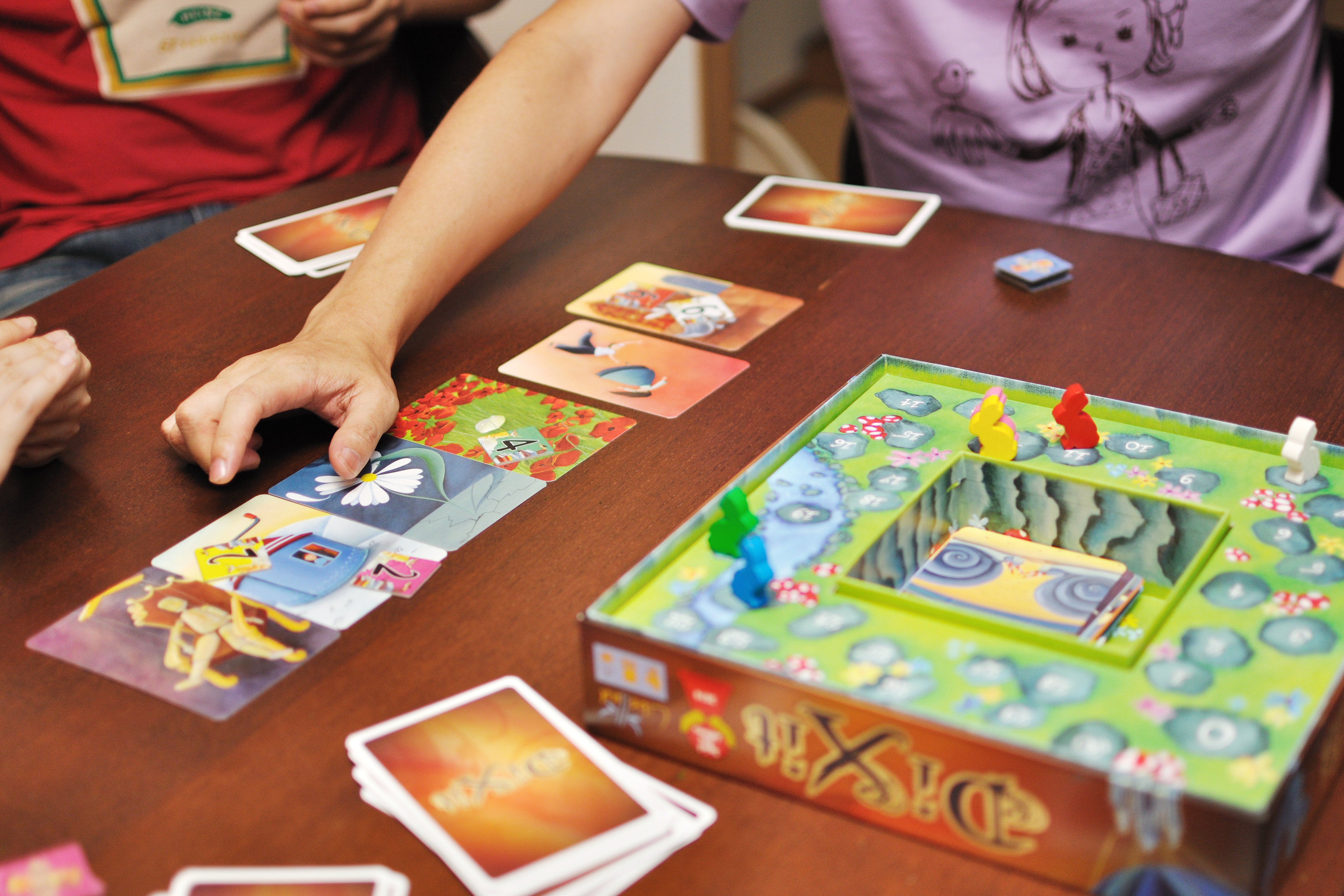
投票後、語り部が出したカードを発表する（オリジナル版を使用）

語り部以外のプレイヤーは、語り部が出したカードがどの番号のカードかを考えて投票を行う。オリジナル版では投票先の番号の投票トークンを持ち（2021年新版では各自投票ダイヤルで投票先の番号にダイヤルを合わせ）、全員の投票先が決まったら一斉に公開する。
その後、語り部が正解（自分の出したカード）の番号を発表し、その結果によって点数計算を行う。

#### 点数計算
投票の正誤により、各プレイヤーは以下の点数を獲得する（得点表の駒を進める）。
- 全員正解の場合
  - 語り部:0点
  - 他のプレイヤー:2点
- 正解と不正解との両方が存在した場合
  - 語り部:3点
  - 正解したプレイヤー:3点（+自分の出したカードへ投票された場合さらに1票につき1点）
  - 誤答したプレイヤー:0点（+自分の出したカードへ投票された場合さらに1票につき1点）
- 全員不正解の場合
  - 語り部:0点
  - 他のプレイヤー:2点（+自分の出したカードへ投票された場合さらに1票につき1点）

### 継続とゲーム終了
駒の移動が終わったら場に出ているカードを回収して捨て札とし、山札から各プレイヤーに1枚ずつ補充する。語り部を左のプレイヤーに交代し、次のターンを始める（カード選定と投票を行う）。山札がなくなった場合は、捨て札をシャッフルして使用する。
以上を繰り返し、いずれかのプレイヤーの得点が30点以上となったターンでゲーム終了し、得点が最も多いプレイヤーが勝者となる。同点の場合はどのプレイヤーも勝者。

## 受賞歴
- 2010年ドイツ年間ゲーム大賞大賞